# Genforenings- og Grænsemuseet
Genforenings- og Grænsemuseet er beliggende på Koldingvej 52 nord for Christiansfeld.
Genforeningsmuseet ved Frederikshøj Kro nord for Christiansfeld ligger på det sted, hvor den gamle hovedvej 10 (nu rute 170) passerer 1864-1920 grænsen mellem Danmark og Preussen/Tyskland. Museet ligger på den del af landevejen, som hedder Kongens Alle.
Det var her, Christian 10. red over grænsen 10. juli 1920 på sin hvide hest og blev modtaget af de mange dansksindende sønderjyder, som nu var kommet "hjem".
Museet beskæftiger sig med med tiden fra nederlaget ved Dybbøl i 1864 frem til Genforeningen i 1920, og om det velfungerende forhold, der i dag er mellem Danmark og Tyskland og de respektive mindretal. Blandt udstillingerne findes effekter fra de mange dansksidende sønderjyders deltagelse i 1. verdenskrig.
Museet blev indviet i 1995 i nærværelse af kongehuset og er under protektorat af H.E.Grev Ingolf.

## Ekstern henvisning
- Museets hjemmeside

55°22′49″N 9°28′52″Ø / 55.3804°N 9.4812°Ø